# Aeródromo de Santa María de Guácimo
El aeródromo de Santa María de Guácimo (OACI: MRSO) es un aeródromo público costarricense que sirve al pueblo de Santa María de Guácimo en el distrito de Río Jiménez en la provincia de Limón. El aeródromo da servicio a los campos agrícolas de la zona que le rodean.
El aeródromo se encuentra al noreste del pueblo de Río Jiménez, paralelo a la ruta 811. La pista de aterrizaje es de asfalto y mide 1.000 metros en longitud.